# Dead of Night (1945)
Dead of Night is een Britse horrorfilm uit 1945 onder regie van Alberto Cavalcanti, Charles Crichton, Basil Dearden en Robert Hamer. Destijds werd de film in Nederland uitgebracht onder de titel Het tweede gezicht.

## Verhaal
Een architect reist naar het platteland voor een opdracht. Hij merkt dat hij de plaats en de mensen daar kent uit een terugkerende droom. Sommige mensen geloven in zijn droom en een dokter tracht alles wetenschappelijk te verklaren.

## Rolverdeling
| Acteur          | Personage        |
| --------------- | ---------------- |
| Mervyn Johns    | Walter Craig     |
| Roland Culver   | Eliot Foley      |
| Mary Merrall    | Mevrouw Foley    |
| Googie Withers  | Joan Cortland    |
| Frederick Valk  | Dr. Van Straaten |
| Anthony Baird   | Hugh Grainger    |
| Sally Ann Howes | Sally O'Hara     |
| Robert Wyndham  | Dr. Albury       |
| Judy Kelly      | Joyce Grainger   |
| Miles Malleson  | Lijkdrager       |
| Michael Allan   | Jimmy Watson     |
| Barbara Leake   | Mevrouw O'Hara   |
| Ralph Michael   | Peter Cortland   |
| Esme Percy      | Antiquair        |
| Basil Radford   | George Parratt   |